# Třetí vláda Angely Merkelové
Třetí vláda Angely Merkelové byla koaliční vláda Spolkové republiky Německo, tvořená aliancí Křesťanskodemokratické unie a Křesťansko-sociální unie Bavorska se Sociálně demokratickou stranou Německa pod vedením kancléřky Angely Merkelové, která byla jmenována spolkovým prezidentem Joachimem Gauckem dne 17. prosince 2013. Merkelové se tak podařilo jako teprve třetí osobě v poválečné historii, po Konradu Adenauerovi a Helmutu Kohlovi, stát se kancléřkou potřetí v řadě.
Vláda tzv. velké koalice vznikla po federálních volbách 2013 a následovala druhý kabinet Angely Merkelové, který tvořila koalice CDU/CSU a FDP. Ta se ale do Bundestagu nedostala a Merkelová tak musela hledat nového koaličního partnera. Vláda vznikla téměř tři měsíce po volbách po dlouhých vyjednáváních mezi stranami. Koaliční smlouvu schválilo 76 % hlasujících ve vnitrostranickém referendu SPD. Pro Merkelovou jako kancléřku přitom v Bundestagu hlasovalo pouze 462 poslanců, přičemž koalice disponovala 504 z 631 mandátů.
Funkční období kabinetu oficiálně skončilo s ustavením 19. Bundestagu v úterý 24. října 2017. Spolkový prezident Frank-Walter Steinmeier následně pověřil členy vlády dočasným řízením úřadů do jmenování nového kabinetu. Opuštění vládních funkcí tak proběhlo 14. března 2018, kdy byla jmenována čtvrtá vláda Angely Merkelové.

## Složení vlády
CDU získala post kancléřky a 6 postů spolkových ministrů, CSU 3 posty spolkových ministrů a SPD 6 postů spolkových ministrů.
| Úřad                                          | Obrázek                            | Osoba                   | Subjekt | Období funkce                                |
| --------------------------------------------- | ---------------------------------- | ----------------------- | ------- | -------------------------------------------- |
| Spolková kancléřka                            | Portrét Angely Merkelové           | Angela Merkelová        | CDU     | 22. listopadu 2005 – 14. března 2018         |
| Spolkový vicekancléř                          | Portrét Sigmara Gabriela           | Sigmar Gabriel          | SPD     | 17. prosince 2013 – 14. března 2018          |
| Ministr zahraničních věcí                     | Portrét Franka-Waltera Steinmeiera | Frank-Walter Steinmeier | SPD     | 17. prosince 2013 – 27. ledna 2017           |
| Ministr zahraničních věcí                     | Portrét Sigmara Gabriela           | Sigmar Gabriel          | SPD     | 27. ledna 2017 – 14. března 2018             |
| Ministr vnitra                                | Portrét Thomase de Maizièreho      | Thomas de Maizière      | CDU     | 17. prosince 2013 – 14. března 2018          |
| Ministr spravedlnosti a ochrany spotřebitele  | Portrét Heika Maase                | Heiko Maas              | SPD     | 17. prosince 2013 – 14. března 2018          |
| Ministr financí                               | Portrét Wolfganga Schäubleho       | Wolfgang Schäuble       | CDU     | 28. října 2009 – 24. října 2017              |
| Ministr financí                               | Portrét Petera Altmaiera           | Peter Altmaier          | CDU     | 24. října 2017 – 14. března 2018 (úřadující) |
| Ministr hospodářství a technologie            | Portrét Sigmara Gabriela           | Sigmar Gabriel          | SPD     | 17. prosince 2013 – 27. ledna 2017           |
| Ministr hospodářství a technologie            | Portrét Brigitte Zypries           | Brigitte Zypriesová     | SPD     | 27. ledna 2017 – 14. března 2018             |
| Ministryně práce a sociálních věcí            | Portrét Andrey Nahlesové           | Andrea Nahlesová        | SPD     | 17. prosince 2013 – 28. září 2017            |
| Ministryně práce a sociálních věcí            | Portrét Katariny Barley            | Katarina Barleyová      | SPD     | 28. září 2017 – 14. března 2018              |
| Ministr výživy a zemědělství                  | Portrét Hanse-Petera Friedricha    | Hans-Peter Friedrich    | CSU     | 17. prosince 2013 – 17. února 2014           |
| Ministr výživy a zemědělství                  | Portrét Christiana Schmidta        | Christian Schmidt       | CSU     | 17. února 2014 – 14. března 2018             |
| Ministryně obrany                             | Portrét Ursuly van der Leyenové    | Ursula von der Leyenová | CDU     | 17. prosince 2013 – 14. března 2018          |
| Ministryně pro rodinu, seniory, ženy a mládež | Portrét Manuely Schwesigové        | Manuela Schwesigová     | SPD     | 17. prosince 2013 – 2. června 2017           |
| Ministryně pro rodinu, seniory, ženy a mládež | Portrét Katariny Barley            | Katarina Barleyová      | SPD     | 2. června 2017 – 14. března 2018             |
| Ministr zdravotnictví                         | Portrét Hermanna Gröhe             | Hermann Gröhe           | CDU     | 17. prosince 2013 – 14. března 2018          |
| Ministr dopravy a digitální infrastruktury    | Portrét Alexandera Dobrindta       | Alexander Dobrindt      | CSU     | 17. prosince 2013 – 24. října 2017           |
| Ministr dopravy a digitální infrastruktury    | Portrét Christiana Schmidta        | Christian Schmidt       | CSU     | 24. října 2017 – 14. března 2018 (úřadující) |
| Ministryně životního prostředí                | Portrét Barbary Hendricksové       | Barbara Hendricksová    | SPD     | 17. prosince 2013 – 14. března 2018          |
| Ministryně školství a výzkumu                 | Portrét Johanny Wanka              | Johanna Wanka           | CDU     | 14. února 2013 – 14. března 2018             |
| Ministr ekonomické spolupráce a rozvoje       | Portrét Gerda Müllera              | Gerd Müller             | CSU     | 17. prosince 2013 – 14. března 2018          |
| Ministr při úřadu kancléřky                   | Portrét Petera Altmaiera           | Peter Altmaier          | CDU     | 17. prosince 2013 – 14. března 2018          |